# Gundamsried
Gundamsried ist ein Pfarrdorf und Ortsteil der oberbayerischen Stadt Pfaffenhofen an der Ilm, der circa sieben Kilometer nördlich der Kreisstadt liegt.

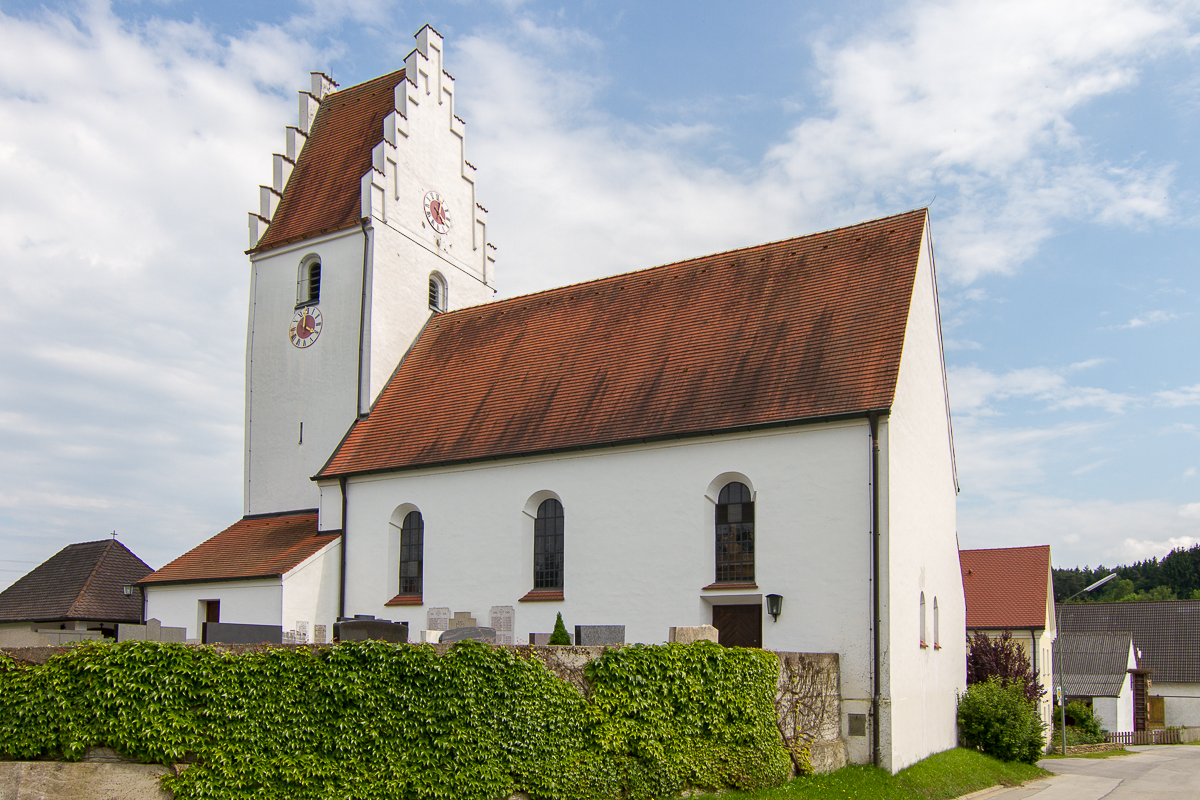
Katholische Pfarrkirche St. Germanus

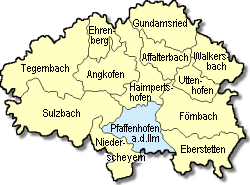
Eingemeindungen nach Pfaffenhofen an der Ilm in der Gebietsreform

## Geschichte
Die 1818 mit dem bayerischen Gemeindeedikt begründete Gemeinde Gundamsried mit den Orten Eja, Kleinreichertshofen und Straßhof verlor am 1. Januar 1972 ihre Selbständigkeit und wurde in die Kreisstadt Pfaffenhofen an der Ilm eingegliedert.

## Sehenswürdigkeiten
Bei der Pfarrkirche St. Germanus stammt das Langhaus von ca. 1200, der Chorturm aus dem 15. Jahrhundert. Eine Langhauserweiterung erfolgte 1931.